# Sopela (metropolitana di Bilbao)
Sopela è una stazione della linea 1 della metropolitana di Bilbao. Originariamente chiamata Sopelana, fu rinominata in seguito al cambiamento del nome del comune in cui si trova.

## Descrizione
Dal 6 aprile 2015 è capolinea della linea 1, a causa dei lavori di ristrutturazione che stanno interessando le stazioni di Urduliz e Plentzia. Questi lavori termineranno nel mese di ottobre del 2016.
Si trova tra Lizarre Kalea e Zubigane Kalea, nel comune di Sopela.

## Storia
La stazione è stata inaugurata l'11 novembre 1995 con il primo tratto della linea 1.